# لقمه‌ماهی چشم‌بزرگ برزیلی
لقمه‌ماهی چشم‌بزرگ برزیلی (نام علمی: Dasyatis marianae) نام یک گونه از تیره پوماهی است.